# Testudo graeca armeniaca
Sous-espèce
Synonymes
- Testudo graeca pallasi Chkhikvadze & Bakradze, 2002

Statut de conservation UICN

CR : 
En danger critique
Testudo graeca armeniaca, la Tortue d'Arménie, est une sous-espèce de tortues de la famille des Testudinidae.

## Répartition
Elle se rencontre en Arménie, en Géorgie, au Daghestan en Russie, en Iran, en Azerbaïdjan et en Turquie, notamment dans la vallée de l'Araxe et le long du littoral de la mer Caspienne.

## Biotope et climat
Elle apprécie le même type de biotopes que les Testudo graeca ibera ou Testudo graeca zarudnyi. On peut la trouver dans divers habitats comprenant les steppes sèches et les pentes herbeuses de collines ou de montagne avec des buissons, dans des forêts et des prairies, des champs. Elle évite les sols et les endroits salins avec une végétation touffue.

## Description
Cette tortue possède une carapace aplatie dans les tons bruns et jaune-crème, dont la hauteur est égale à la moitié de la longueur de la carapace. Les « anneaux annuels » sont clairement reconnaissables. Les « orteils » aux pattes antérieures sont plats et adaptés pour creuser. Sa taille varie de 20 à 23 cm.

## Statut écologique
Il resterait dans le milieu naturel entre 100 et 600 individus selon les sources. Testudo graeca armeniaca est menacée de disparition complète à moyen terme, les moissons et l'emprise humaine sur ses habitats étant les principales menaces pour sa survie. Un nombre indéterminé d'individus a été prélevé et vit en captivité. Néanmoins, elle bénéficie d'un secteur protégé dans la réserve de Khosrov en Arménie et dans les réserves de Chirvan, Turiantchaï, Bendovan et Apchéron en Azerbaïdjan .